# Берлингуэр, Джованни
Джова́нни Берлингуэ́р (итал. Giovanni Berlinguer; 9 июля 1924, Сассари — 6 апреля 2015, Рим) — итальянский медик и политик, член Итальянской коммунистической партии. Родной брат Энрико Берлингуэра.

## Биография

### Ранние годы
В 1958 году окончил Римский университет Ла Сапиенца, где изучал медицину и хирургию. В 1964 году получил право преподавания профилактической медицины (medicina sociale) и гигиены. В период с 1949 по 1953 год являлся секретарём и председателем Международного союза студентов.

### Политическая карьера
С 1965 по 1969 год — член провинциального совета Рима, входил также в Центральный комитет Итальянской коммунистической партии.
В 1972, 1976 и 1979 годах избирался в Палату депутатов Италии по спискам ИКП.
В 1983 году избран, вновь по спискам ИКП, в Сенат Италии от Сардинии, в 1987 году — от Тосканы.
С 1983 по 1985 год состоял также в коммунальном совете Рима.
После самороспуска Коммунистической партии в 1991 году вступил в Демократическую партию левых сил, построенную на основе реформистского крыла Компартии, в 1998 году — в партию Левых демократов.
В 2001 году принял участие в борьбе за пост лидера «Левых демократов» в качестве кандидата от левого крыла партии, но победа досталась Пьеро Фассино.
В 2004 году избран по списку коалиции «Оливковое дерево» (Uniti nell’Ulivo) в Европейский парламент и оставался депутатом до 2009 года, входил в Комиссию по культуре и образованию.
В 2007 году, когда «Левые демократы» приняли решение о слиянии с несколькими другими партиями в новую левоцентристскую структуру — Демократическую партию, Джованни Берлингуэр не поддержал принятые решения и присоединился к «Демократическим левым» Фабио Мусси.

### Профессиональная карьера
С 1969 по 1974 год преподавал профилактическую медицину в университете Сассари. С 1975 по 1999 год — преподаватель гигиены труда в Римском университете.
С 1999 по 2001 год возглавлял Национальный комитет по биоэтике.
С 1994 по 1996 год являлся членом Национального комитета по здравоохранению.
С 2001 по 2007 год входил в Международный комитет по биоэтике при ЮНЕСКО.
В 2005—2008 годах являлся членом Комиссии по социальным предпосылкам здоровья Всемирной организации здравоохранения.
Внёс существенный вклад в популяризацию науки и в критический анализ состояния итальянской системы здравоохранения, соавтор вместе с Серджо Делогу книги «Медицина больна» (La Medicina è malata, 1959). Будучи специалистом в паразитологии, в 1988 году опубликовал профессиональную биографию об исследовании блох под названием «Мои блохи» (Le mie pulci, Editori riuniti, 1988).

## Государственные награды
Дважды награждён указами президента Италии:
- Кавалер Большого креста ордена «За заслуги перед Итальянской Республикой» (26 апреля 1999);
- Золотая медаль «За вклад в развитие культуры и искусства» (6 июня 2001).

## Труды
- Автоматизация и здоровье. Социально-медицинские проблемы технического прогресса / Automazione e salute. Problemi medico-sociali del progresso tecnico, Roma, Istituto di medicina sociale, 1958.
- Медицина больна / La medicina è malata, con Sergio Delogu, Bari, Laterza, 1959.
- Окраины Рима. Урбанизация и внутренняя эмиграция, демографический рост и строительная спекуляция, фашизм и сегрегация нежелательных элементов, региональное происхождение и психо-социальный портрет бедняков, семейная и потребительская структура, окраины в римской политической жизни / Borgate di Roma. Urbanesimo ed emigrazione interna, incremento demografico e speculazione edilizia, il fascismo e la segregazione degli indesiderabili, origine regionale e profilo psico-sociale dei baraccati, struttura familiare e consumi, le borgate nella vita politica romana, con Piero Della Seta, Roma, Editori Riuniti, 1960; 1976.
- La macchina uomo, Roma, Editori Riuniti, 1961.
- Malattie e igiene del lavoro degli autoferrotramvieri, Roma, Istituto italiano di medicina sociale, 1962.
- Riforma sanitaria e sicurezza sociale. Relazione e conclusioni del convegno nazionale indetto dal PCI, Roma, 28 febbraio, 1-2 marzo 1963, con Luigi Longo, Roma, a cura della sezione stampa e propaganda del Comitato centrale del Partito comunista italiano, 1963.
- Aphaniptera d’Italia. Studio monografico, Roma, Il pensiero scientifico, 1964.
- La sanità pubblica nella programmazione economica. 1964—1978, Roma, Leonardo edizioni scientifiche, 1964.
- Enti locali e politica sanitaria, Roma, Editori Riuniti, 1966.
- Sicurezza e insicurezza sociale, Roma, Leonardo edizioni scientifiche, 1968.
- Psichiatria e potere. [Le malattie mentali e la manipolazione dell’uomo, i rapporti fra contestazione psichiatrica e movimento operaio], Roma, Editori Riuniti, 1969.
- La salute nelle fabbriche, a cura di, Bari, De Donato, 1969; 1973.
- Politica della scienza, Roma, Editori Riuniti, 1970.
- La strage degli innocenti. Indagine sulla mortalità infantile in Italia, con Ferdinando Terranova, Firenze, La Nuova Italia, 1972.
- Medicina e politica, Bari, De Donato, 1973.
- La riforma sanitaria, con Sergio Scarpa, Roma, Editori Riuniti, 1974.
- La ricerca scientifica e tecnologica, Roma, Editori Riuniti, 1974.
- Per la scienza. Tra oppressione ed emancipazione, Bari, De Donato, 1975.
- Psichiatria e società. [Il rapporto tra elemento biologico e ambiente sociale nella genesi delle malattie mentali], a cura di e con Sergio Scarpa, Roma, Editori Riuniti, 1975.
- Malaria urbana. Patologia delle metropoli, Milano, Feltrinelli, 1976.
- Sesso e società. Materiali del Seminario nazionale del PCI su Educazione sessuale: esperienze e prospettive nel campo dei consultori familiari e dell’attività scolastica, Istituto di studi comunisti Palmiro Togliatti, Roma 11-13 novembre 1975, con Giorgio Bini e Antonio Faggioli, Roma, Editori Riuniti, 1976.
- Gli infortuni sul lavoro dei minori, con Luca Cecchini e Ferdinando Terranova, Roma, Il pensiero scientifico, 1977.
- Medicina e società, presentazione di, Milano, Le Scienze, 1977.
- Dieci anni dopo. Cronache culturali, 1968—1978, Bari, De Donato, 1978.
- Il dominio dell’uomo, Milano, Feltrinelli economica, 1978.
- Donna e salute, Roma, Il pensiero scientifico, 1978.
- La legge sull’aborto. [Dalle prime proposte al voto del Parlamento; il testo commentato della legge e le sue applicazioni], Roma, Editori Riuniti, 1978.
- La scienza e le idee, Roma, Editori Riuniti, 1978.
- Una riforma per la salute. Iter e obiettivi del servizio sanitario nazionale, Bari, De Donato, 1979.
- La droga fra noi, Roma, Editori Riuniti, 1980.
- Un eurocomunista in America. Note di viaggio, Bari, De Donato, 1980.
- Gli anni difficili della riforma sanitaria, Bari, De Donato, 1982.
- La professione del medico, Milano, Feltrinelli, 1982.
- La malattia, Roma, Editori Riuniti, 1984.
- Le mie pulci, Roma, Editori Riuniti, 1988. ISBN 88-359-3236-X; Pordenone, Studio Tesi, 1995. ISBN 88-7692-505-8; Torino, UTET libreria, 2005. ISBN 88-02-07164-0.
- Il Leopardo in salotto. Chiacchiere sulla scienza, sulla natura, sui corpi umani e di altri animali. E anche sulla politica e su altre cose, Roma, Editori Riuniti, 1990. ISBN 88-359-3399-4.
- Le malattie e gli infortuni degli artigiani, con Giorgio Bollini, Roma, Il pensiero scientifico, 1990. ISBN 88-7002-448-2.
- I duplicanti. Politici in italia, Roma-Bari, Laterza, 1991. ISBN 88-420-3844-X.
- Questioni di vita. Etica, scienza, salute, Torino, Einaudi, 1991. ISBN 88-06-12172-3.
- Storia e politica della salute, Milano, F. Angeli, 1991. ISBN 88-204-6776-3.
- Etica della salute, Milano, Il Saggiatore, 1994. ISBN 88-428-0171-2.
- La milza di Davide. Viaggio nella malasanità tra ieri e domani, Roma, Ediesse, 1994. ISBN 88-230-0122-6.
- La merce finale. Saggio sulla compravendita di parti del corpo umano, con Volnei Garrafa, Milano, Baldini & Castoldi, 1996. ISBN 88-8089-076-X; Il nostro corpo in vendita. Cellule, organi, DNA e pezzi di ricambio, Milano, Baldini & Castoldi, 2000. ISBN 88-8089-875-2.
- La salute in Italia. Rapporto 1997, a cura di e con Marco Geddes, Roma, Ediesse, 1997. ISBN 88-230-0267-2.
- Lezioni di bioetica, con M. Callari Galli, E. Lecaldano, A. Oliverio, Stefano Rodotà e C. A. Viano, Roma, Ediesse, 1997. ISBN 88-230-0277-X.
- La salute in Italia. Rapporto 1998. Coniugare risparmio e qualità, a cura di e con Marco Geddes, Roma, Ediesse, 1998. ISBN 88-230-0313-X.
- La salute in Italia. Rapporto 1999. L’integrazione socio-sanitaria, a cura di e con Marco Geddes, Roma, Ediesse, 1999. ISBN 88-230-0345-8.
- Bioetica quotidiana, Firenze, Giunti, 2000. ISBN 88-09-01872-9.
- Nascita, cura e morte. Lezioni di bioetica, a cura di e con Bruno Morcavallo, Roma, Università degli studi di Roma La Sapienza, 2000.
- Il futuro che vorrei. Riflessioni raccolte da Piero Sansonetti, Roma, Editori Riuniti, 2001. ISBN 88-359-5118-6.
- Per tornare a vincere. La mozione Berlinguer al Congresso dei DS. Pesaro, 16-18 novembre 2001, Milano, Baldini & Castoldi, 2002. ISBN 88-8490-161-8.
- Storia della salute. Da privilegio a diritto, Firenze-Milano, Giunti, 2011. ISBN 978-88-09-05365-6.